# Recopa Gaúcha de 2015
A Recopa Gaúcha de 2015 foi disputada entre Internacional, campeão do Gauchão 2014 e Lajeadense, campeão da Super Copa Gaúcha de 2014.
Como as equipes que disputariam a Recopa se enfrentariam também na estreia do Gauchão 2015, a FGF, em acordo com os clubes, definiu por utilizar a primeira rodada como forma de determinar o campeão da Recopa. Assim o Lajeadense foi declarado Campeão da Recopa Gaúcha, além de obter os respectivos pontos para sua campanha no Estadual. Como houve empate, o titulo foi decidido nas penalidades.

## Participantes
| Região        | Clube         | Forma de Clssificação     | Participações | Melhor resultado    |
| ------------- | ------------- | ------------------------- | ------------- | ------------------- |
| Central       | Lajeadense    | Super Copa Gaúcha de 2014 | 1ª            | —                   |
| Metropolitana | Internacional | Campeonato Gaúcho de 2014 | 2ª            | Vice-campeão (2014) |

## Transmissão

### Televisão
- Brasil: TVCOM, RBS TV e Premiere

### Rádio
- Brasil: Rádio Independente, Rádio Gaúcha e Rádio Guaíba

## Partida
| 1 de fevereiro | Lajeadense        | 1 – 1 | Internacional | Estádio Alviazul, Lajeado                                               |
| 17:00          | Gilmar 47' (pen.) |       | 53' Ernando   | Público: 4 965 Renda: R$ 145.000,00 Árbitro: RS Anderson Daronco (FIFA) |

| Lajeadense | Internacional |

| LAJEADENSE:       |    |               |
|                   |    |               |
| GR                | 1  | Luiz Muller   |
| LD                | 2  | Thiago        |
| ZA                | 3  | Camilo        |
| ZA                | 4  | Everton       |
| LE                | 6  | Márcio Goiano |
| VO                | 5  | Marabá        |
| VO                | 8  | Mateus        |
| MC                | 7  | Michel        |
| MC                | 10 | Rafael Gava   |
| MC                | 11 | Paulo Josué   |
| AT                | 9  | Gilmar        |
| Substituições:    |    |               |
| AT                | 17 | Vinícius      |
| Treinador:        |    |               |
| Luís Carlos Winck |    |               |

| INTERNACIONAL: |    |                |
|                |    |                |
| GR             | 22 | Alisson Becker |
| LD             | 2  | Léo            |
| ZA             | 14 | Ernando        |
| ZA             | 25 | Paulão         |
| LE             | 6  | Fabrício       |
| VO             | 19 | Nilton         |
| VO             | 20 | Aránguiz       |
| MC             | 12 | Alex           |
| MC             | 10 | D'Alessandro   |
| MC             | 31 | Eduardo Sasha  |
| AT             | 11 | Rafael Moura   |
| Substituições: |    |                |
| Treinador:     |    |                |
| Diego Aguirre  |    |                |

|                                          |       | Penalidades                                |  |
| Rafael Gava Márcio Goiano Ramon Vinícius | 3 – 1 | D'Alessandro Eduardo Sasha Nilton Fabrício |  |

| Bandeirinhas: Marcelo Bertanha Barison Júlio César dos Santos Quarto árbitro: Vinícius do Amaral Delegado: José Glauber Azevedo Marques |

## Premiação
| Recopa Gaúcha de 2015          |
| Leajeado                       |
| ------------------------------ |
| Lajeadense Campeão (1º título) |

## Artilharia
1 gol
- Ernando Rodrigues Lopes (Internacional)
- Gilmar José da Silva Filho (Lajeadense)